# Agdistis cypriota
Agdistis cypriota là một loài bướm đêm thuộc họ Pterophoridae. Nó được tìm thấy ở Cộng hòa Síp và Thổ Nhĩ Kỳ.